# Tomoyuki Yoshino
Tomoyuki Yoshino (吉野 智行 Yoshino Tomoyuki?), född 9 juli 1980 i Kanagawa prefektur, är en japansk före detta fotbollsspelare.
Yoshino började sin karriär 1999 i Urawa Reds. Efter Urawa Reds spelade han för Shonan Bellmare, Yokohama FC och Gainare Tottori. Han avslutade karriären 2013.